# Escândalo de Röhm

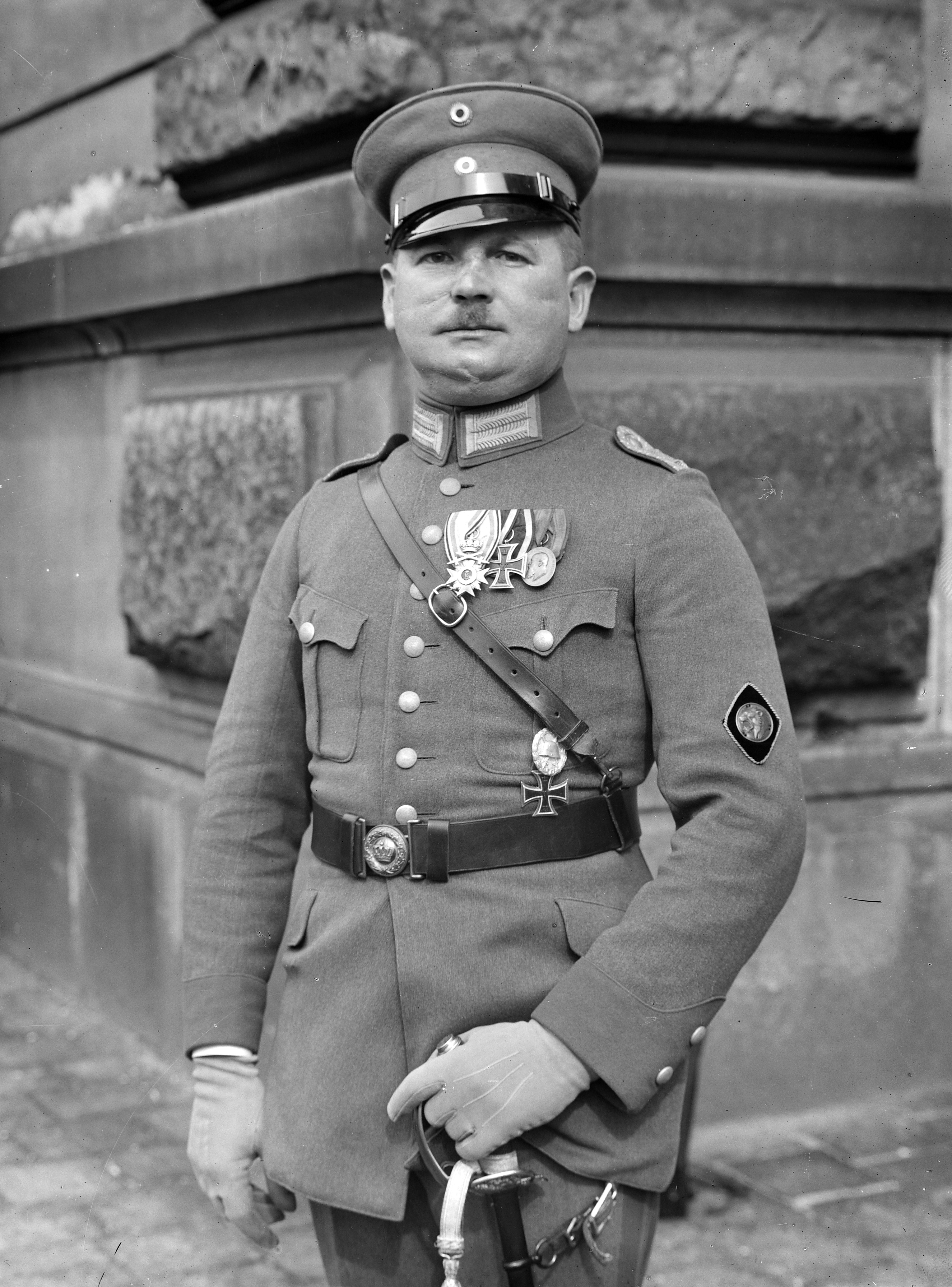
Ernst Röhm em 1924

O Escândalo de Röhm resultou da revelação pública da homossexualidade do político nazista Ernst Röhm por antinazistas em 1931 e 1932. Como resultado do escândalo, Röhm se tornou o primeiro político homossexual conhecido.
Röhm foi um dos primeiros membros do Partido Nazista e era próximo do líder do partido, Adolf Hitler. No final da década de 1920, ele viveu na Bolívia, onde escreveu cartas a um amigo, Karl-Günther Heimsoth, nas quais discutia abertamente sua orientação sexual. A vida dupla de Röhm começou a desmoronar quando ele retornou à Alemanha em 1930 e foi nomeado líder da Sturmabteilung (SA), a ala paramilitar original do Partido Nazista. Embora o Partido Social-Democrata da Alemanha (SPD) e o Partido Comunista da Alemanha apoiassem a revogação do Parágrafo 175, a lei alemã que criminaliza a homossexualidade, ambos os partidos utilizaram a homofobia para atacar seus oponentes nazistas e retrataram incorretamente o Partido Nazista como dominado por homossexuais. O objetivo deles era impedir ou atrasar a tomada do poder pelos nazistas, que finalmente ocorreu no início de 1933.
A partir de abril de 1931, o jornal do SPD Münchener Post publicou uma série de reportagens de primeira página sobre suposta homossexualidade na África do Sul, que acabaram sendo baseadas em falsificações. Os líderes do SPD decidiram obter provas autênticas da sexualidade de Röhm e, se possível, condená-lo de acordo com o parágrafo 175. Röhm foi julgado cinco vezes, mas nunca condenado. Durante as eleições presidenciais alemãs em março de 1932, o SPD lançou um panfleto editado pelo ex-nazista  Helmuth Klotz com as cartas de Röhm para Heimsoth. Essa segunda rodada de revelações desencadeou uma conspiração de alguns nazistas para assassinar Röhm, que fracassou e resultou em mais publicidade negativa para o partido.
O escândalo ganhou atenção nacional como resultado do espancamento de Klotz por deputados nazistas no Palácio do Reichstag em 12 de maio de 1932, como vingança pela publicação das cartas de Röhm. Muitos alemães viram esse ataque à democracia como mais importante que a vida pessoal de Röhm. O desempenho eleitoral dos nazistas não foi afetado pelo escândalo, mas afetou sua capacidade de se apresentarem como o partido da renovação moral. Hitler defendeu Röhm durante o escândalo. Este último tornou-se completamente dependente de Hitler devido à perda de apoio no Partido Nazista. Hitler assassinou Röhm e seus amigos em 1934, citando sua homossexualidade e suposta traição. Após o expurgo, o governo nazista perseguiu sistematicamente homens homossexuais.

## Antecedentes

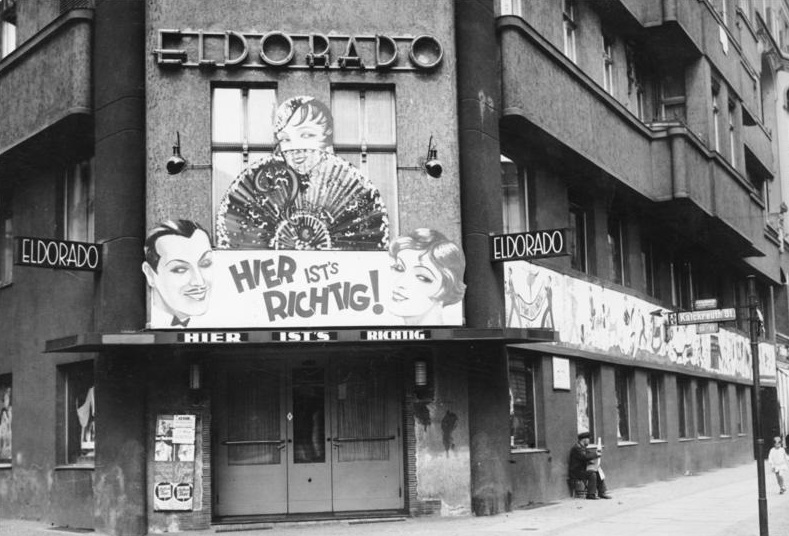
Eldorado (foto de 1932), o estabelecimento gay mais famoso da Alemanha, frequentado por Röhm

Ernst Röhm (1887–1934) foi um dos primeiros líderes do Partido Nazista e construiu sua ala paramilitar, a Sturmabteilung (SA), que atacou violentamente os comunistas e outros inimigos percebidos do povo alemão.  Ele era amigo do futuro ditador alemão Adolf Hitler e em 1923 foi condenado por traição por seu papel no Putsch da Cervejaria.  Depois de ser eleito para o Reichstag e ir viver para Berlim em 1924, frequentou estabelecimentos homossexuais, incluindo o clube Eldorado.  Em 1929, Röhm juntou-se à associação homossexual Bund für Menschenrecht (Liga dos Direitos Humanos)   e tornou-se conhecido por muitas figuras da comunidade homossexual de Berlim.   Röhm se ressentia de ter que esconder sua orientação sexual  e era tão aberto sobre isso quanto era possível, sem declará-lo.  Em 1925, um homem que ele havia contratado como prostituto o roubou; Röhm denunciou o homem à polícia. Embora Hitler tenha descoberto este incidente, ele não tomou nenhuma atitude.   

### Cartas de Röhm–Heimsoth
Em 1928, o médico homossexual e nacionalista Karl-Günther Heimsoth escreveu uma carta a Röhm questionando uma passagem da autobiografia deste último, Die Geschichte eines Hochverräters ("A História de um Arqui-Traidor").   Como parte de uma denúncia da moral conservadora e burguesa, Röhm escreveu: "A luta contra a hipocrisia, a falsidade e a hipocrisia da sociedade atual deve ter como ponto de partida a natureza inata dos impulsos que são colocados nos homens desde o berço. … Se a luta nesta área for bem-sucedida, então as máscaras podem ser arrancadas da dissimilação em todas as áreas da ordem social e jurídica humana."    Ele culpou a moral burguesa por causar suicídio.   Os argumentos de Röhm sobre a moralidade encontraram pouco apoio entre outros nazistas.  
Heimsoth perguntou se Röhm pretendia que esta passagem fosse uma crítica ao parágrafo 175, a lei alemã que proíbe o sexo entre homens. Röhm respondeu, afirmando: "Você me entendeu completamente!"   Ele disse a Heimsoth que inicialmente pretendia ser mais explícito, mas suavizou a passagem seguindo o conselho de amigos.   Röhm e Heimsoth tornaram-se amigos e passaram algum tempo juntos em locais de encontro homossexuais em Berlim.   Eles se corresponderam enquanto Röhm estava na Bolívia, para onde emigrou em 1928 para trabalhar como conselheiro militar.  Ambos os homens viam a sua homossexualidade como compatível com o nazismo; Heimsoth esperava que Röhm pudesse levar o Partido Nazi a aceitar a homossexualidade.  Em suas cartas, Röhm discutiu sua orientação sexual em linguagem inequívoca, uma vez descrevendo-se como "orientado para o mesmo sexo" (gleichgeschlechtlich) e dizendo que tinha aversão às mulheres.   

### Visões políticas da homossexualidade
Em 1928, o Partido Nazista respondeu negativamente a um questionário sobre sua opinião sobre o parágrafo 175 e declarou: "Qualquer um que pense em amor homossexual é nosso inimigo".  Os políticos nazistas regularmente criticavam a homossexualidade, alegando que era uma conspiração judaica para minar o povo alemão. Eles prometeram esterilizar os homossexuais se tomassem o poder.  A maioria dos nazis tinha convicções morais tradicionais e considerava Röhm e os seus associados, alguns dos quais eram homossexuais, intoleráveis.  Naquela época, qualquer funcionário público ou oficial cuja homossexualidade fosse descoberta seria demitido, independentemente de se provar ou não a violação do Parágrafo 175. A tolerância tácita da SA para com os homossexuais nas suas próprias fileiras contrastava com isto.   Esta tolerância dependia da discrição e certamente não era publicamente conhecida, para não pôr em causa a imagem hipermasculina da SA.  Röhm tentou separar sua vida privada da política, mas a historiadora Laurie Marhoefer escreve que "a maioria dos nazistas considerava questões supostamente privadas, como a sexualidade, intensamente públicas e políticas".   A biógrafa  Eleanor Hancock comenta: "Se Ernst Röhm foi de alguma forma revolucionário, ele foi revolucionário na sua exigência de que o Nacional-Socialismo e a sociedade alemã o aceitassem como ele era — um homem que desejava outros homens." 
O Partido Social-Democrata da Alemanha (SPD) e o Partido Comunista da Alemanha (KPD) foram os principais apoiantes da revogação do parágrafo 175, mas usaram oportunisticamente acusações de homossexualidade contra os opositores políticos.    Os contemporâneos notaram a hipocrisia desta abordagem.  Confrontados com a ascensão do nazismo, eles exploraram um estereótipo que associava a homossexualidade ao militarismo, estabelecido durante o caso Eulenburg. Em 1927, os deputados do SPD vaiaram o deputado nazista Wilhelm Frick, gritando "Hitler, heil, heil, heil. Heil Eulenburg!" depois que Frick pediu penalidades severas para a homossexualidade.  O SPD iniciou o escândalo Röhm num esforço para impedir ou atrasar a tomada do poder pelos nazistas numa altura em que os defensores da democracia da República de Weimar sentiam que estavam a ficar sem opções.  

## Desenvolvimento do escândalo

### O retorno de Röhm à Alemanha

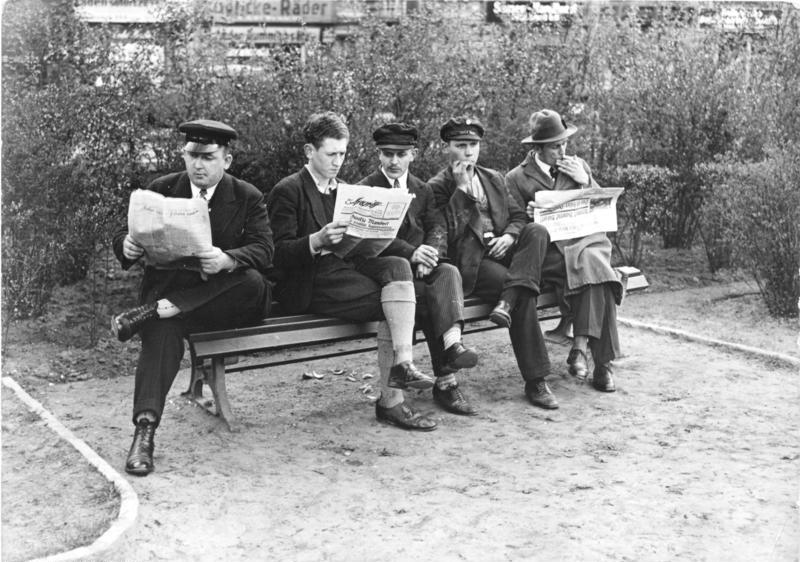
"Homens desempregados da SA" em Tiergarten, Berlim, 1932

Röhm retornou à Alemanha a pedido de Hitler em novembro de 1930 e foi oficialmente nomeado chefe do Estado-Maior da SA em 5 de janeiro de 1931.   Esta nomeação foi vista por muitos como o segundo cargo mais poderoso no movimento nazista,  mas a posição de Röhm foi enfraquecida por sua homossexualidade e ele dependia do apoio pessoal de Hitler.  O seu antecessor, Franz von Pfeffer, escreveu que Röhm tinha sido nomeado "provavelmente também devido às suas inclinações ... [que] oferecia um ponto de ataque útil a qualquer momento". 
A nomeação de Röhm foi contestada desde o início por alguns na SA, que a viam como uma consolidação da subordinação da SA à ala política do Partido Nazista. A sua homossexualidade foi aproveitada por aqueles que discordavam das reformas organizacionais, mas não podiam criticar abertamente Hitler sem romper com o nazismo, devido ao princípio do Führer.  Hitler disse que a vida pessoal de um nazista só era uma preocupação para o partido se contradissesse os princípios fundamentais do nazismo.   O líder da SA de Berlim, Walther Stennes, rebelou-se contra a liderança da SA e declarou que ele e os seus seguidores "nunca serviriam sob um homossexual notório como Röhm e os seus Pupenjungen (prostitutos masculinos)".  Em 3 de fevereiro,  Hitler rejeitou a objeção de Stennes, afirmando: "A SA não é um internato para meninas".   A nomeação de velhos amigos por Röhm para cargos poderosos na SA despertou a ira de seus oponentes, mas, ao contrário da percepção popular, nem todos esses homens eram homossexuais e foram nomeados devido à lealdade percebida e não à sexualidade. 
A oposição interna a Röhm se intensificou em fevereiro de 1931, quando Hitler substituiu Stennes por Paul Schulz, que promoveu dois suspeitos homossexuais, Edmund Heines e Karl Ernst, dentro da SA de Berlim. Correu o boato de que Ernst só foi promovido por causa de um relacionamento íntimo com  Paul Röhrbein, um amigo de Röhm que não era membro do partido ou da SA. Muitos membros da SA de Berlim discordaram dessas nomeações, reclamando da "Tríplice Aliança Röhm-Röhrbein-Ernst", que era vista como uma camarilha homossexual. Os oponentes de Röhm alegaram incorretamente que "grandes círculos de camaradas do partido de Berlim estão informados sobre os clubes gays",  e esses rivais notaram com satisfação que os grupos homossexuais percebidos foram expostos na mídia de esquerda. Na noite de 26 de junho, um nazista chamado Walter Bergmann foi preso em um pub de Berlim, onde encontrou Ernst e Röhrbein juntos. Bergmann gritou: "Olhem esses parasitas na festa, esses Pupenjungen</link> , esses malditos filhos da puta que deixaram a reputação do partido ir para o inferno."  Embora Röhm tenha afirmado em uma de suas cartas a Heimsoth que o partido havia se "acostumado à minha idiossincrasia criminosa",   Marhoefer conclui que isso "era otimismo selvagem ou autoilusão". 
A vida dupla de Röhm tornou-se insustentável face ao seu perfil mais elevado e à crescente popularidade do Partido Nazista.   Ele se tornou mais circunspecto do que antes, evitando clubes homossexuais. Seu amigo Peter Granninger procurava jovens entre 16 e 20 anos e os levava para apartamentos de propriedade de Granninger e  Karl Leon Du Moulin-Eckart para encontros sexuais.  Quando um garçom desempregado em Munique, Fritz Reif, tentou chantageá-lo em abril de 1931, foi noticiado na imprensa.    No início de 1931, os jornais começaram a aludir à sua homossexualidade, levando o propagandista nazista Joseph Goebbels a escrever em seu diário em 27 de fevereiro que o Partido Nazista era visto como "o Eldorado dos 175-ers".  

### A campanha de imprensa de 1931
Em 14 de abril de 1931, o jornal do SPD Münchener Post começou a relatar uma série de histórias de primeira página sobre a "depravação arrepiante no sentido da Seção 175" que, segundo ele, era galopante no Partido Nazista.    A primeira história afirmava que Röhm e Heines faziam parte de uma camarilha homossexual na SA e que andavam de braços dados com Hitler, citando um ex-nazista não identificado (possivelmente Otto Strasser ).   O segundo artigo, publicado em 23 de abril, relatou os casos amorosos de Röhm com um prostituto.   O terceiro acusou os nazistas de hipocrisia por condenarem a homossexualidade em público, mas fecharem os olhos aos homossexuais em suas próprias fileiras, relatando que Hitler havia ignorado vários relatos sobre a homossexualidade de Röhm.   O Münchener Post alegou sem provas que os jovens alemães estavam em perigo devido à homossexualidade de Röhm  e cunhou a palavra Röhmisch para descrever a alegada dissolução moral da SA.  Outros jornais do SPD e do KPD repetiram os relatórios. 
Uma das principais fontes das histórias foram supostas cartas entre Röhm e o ex-nazista Eduard Meyer.  Röhm escreveu no jornal nazista Völkischer Beobachter</link> que as cartas de Meyer foram falsificadas  e processou o Münchener Post</link> por difamação. A investigação confirmou que Meyer havia falsificado as cartas; Meyer foi preso por falsificação e se matou na prisão antes que o julgamento pudesse começar. A cobertura do escândalo na mídia de esquerda diminuiu, mas os rumores persistiram.   A homossexualidade de Röhm foi citada como parte de um padrão mais amplo no qual se argumentava que os nazistas não "possuíam as qualidades morais" necessárias para a liderança. Em Setembro de 1931, o Hamburger Echo do SPD [de] mencionou “o capitão gay (schwul) Röhm” em resposta a um cartaz político nazi que apelava a “uma Alemanha limpa, uma verdadeira vida familiar". 

### Julgamentos contra Röhm, 1931-1932
Observando o desastre de Meyer, os líderes do SPD decidiram encontrar evidências autênticas da homossexualidade de Röhm para acusá-lo de acordo com o Parágrafo 175. A polícia de Berlim, sob a jurisdição do ministro do Interior prussiano Carl Severing (SPD), muitas vezes se recusou a aplicar essa lei, mas abriu uma investigação contra Röhm com base no depoimento do garçom Fritz Reif. A polícia confiscou as cartas entre Röhm e Heimsoth e interrogou ambos os homens.   Durante o interrogatório, Röhm admitiu ser bissexual e disse que se masturbou com outros homens, mas nunca violou o parágrafo 175.   Em 6 de junho de 1931, foi aberto um julgamento contra Röhm. Reif testemunhou que ele e um amigo, o funcionário do hotel Peter Kronninger, participaram de masturbação mútua com Röhm no final de 1930 em um quarto de hotel. Reif disse que, quando não recebeu o dinheiro prometido, acabou indo à polícia. Röhm e Kronninger negaram o incidente. O julgamento acabou por ser arquivado por falta de provas.  No total, Röhm foi julgado sem sucesso cinco vezes em 1931 e 1932, mas a acusação nunca conseguiu provar que ele havia violado o parágrafo 175.   Era especialmente difícil obter provas de um crime cometido em privado. 

### Panfleto de Helmuth Klotz (março de 1932)
O SPD decidiu publicar as cartas de Röhm–Heimsoth durante as eleições presidenciais alemãs de 1932, nas quais Hitler concorria contra o titular Paul Hindenburg.   O ex-nazista que se tornou publicitário antifascista  Helmuth Klotz preparou um panfleto de 17 páginas intitulado Der Fall Röhm (O Caso Röhm) que continha fac-símiles de três cartas.   No início de março de 1932, o SPD imprimiu e enviou 300.000 cópias do panfleto a alemães importantes, incluindo políticos, oficiais do exército, médicos, professores e notários.   No panfleto, Klotz argumentava: “Este peixe fede pela cabeça. A decadência atinge profundamente as fileiras do NSDAP” (Partido Nazista).   Ele afirmou que um partido que tolera a homossexualidade nos seus escalões mais altos deve ter a intenção de "envenenar o Povo [,] … destruiria [a sua] força moral” e levaria ao declínio da Alemanha, semelhante ao declínio da Roma antiga.   Klotz afirmou que deixar Röhm em sua posição tornaria os nazistas cúmplices de "crimes de terem consciente e intencionalmente promovido a sedução de jovens alemães para se tornarem lacaios homossexuais".  Em seu panfleto, Klotz afirmou que "Ao publicar as cartas de Röhm, não faço nenhum julgamento de valor contra os homossexuais", mas ele não percebeu ou se importou que a campanha contra Röhm tenha despertado o ódio aos homossexuais e também aos nazistas. 
Röhm entrou com uma ação judicial para tentar impedir a distribuição das cartas, mas o processo foi rejeitado pelo tribunal porque ele não afirmou que as cartas eram falsas. O tribunal decidiu que não havia ilegalidade na publicação de cartas genuínas.   Röhm admitiu a outros nazistas que ele os havia escrito.  Os processos judiciais que tentam impedir a distribuição do panfleto regularmente publicado no Hamburger Echo</link> por meses.  Os jornais do SPD logo divulgaram o panfleto de Klotz, publicando trechos das cartas.   As acusações contra Röhm encontraram o seu caminho em cartazes e autocolantes eleitorais.  A campanha não teve como alvo Röhm tanto quanto Hitler e todo o movimento nazista, difamando-os como pessoas cheias de homossexualidade e sugerindo que os jovens alemães estavam moralmente em perigo. 

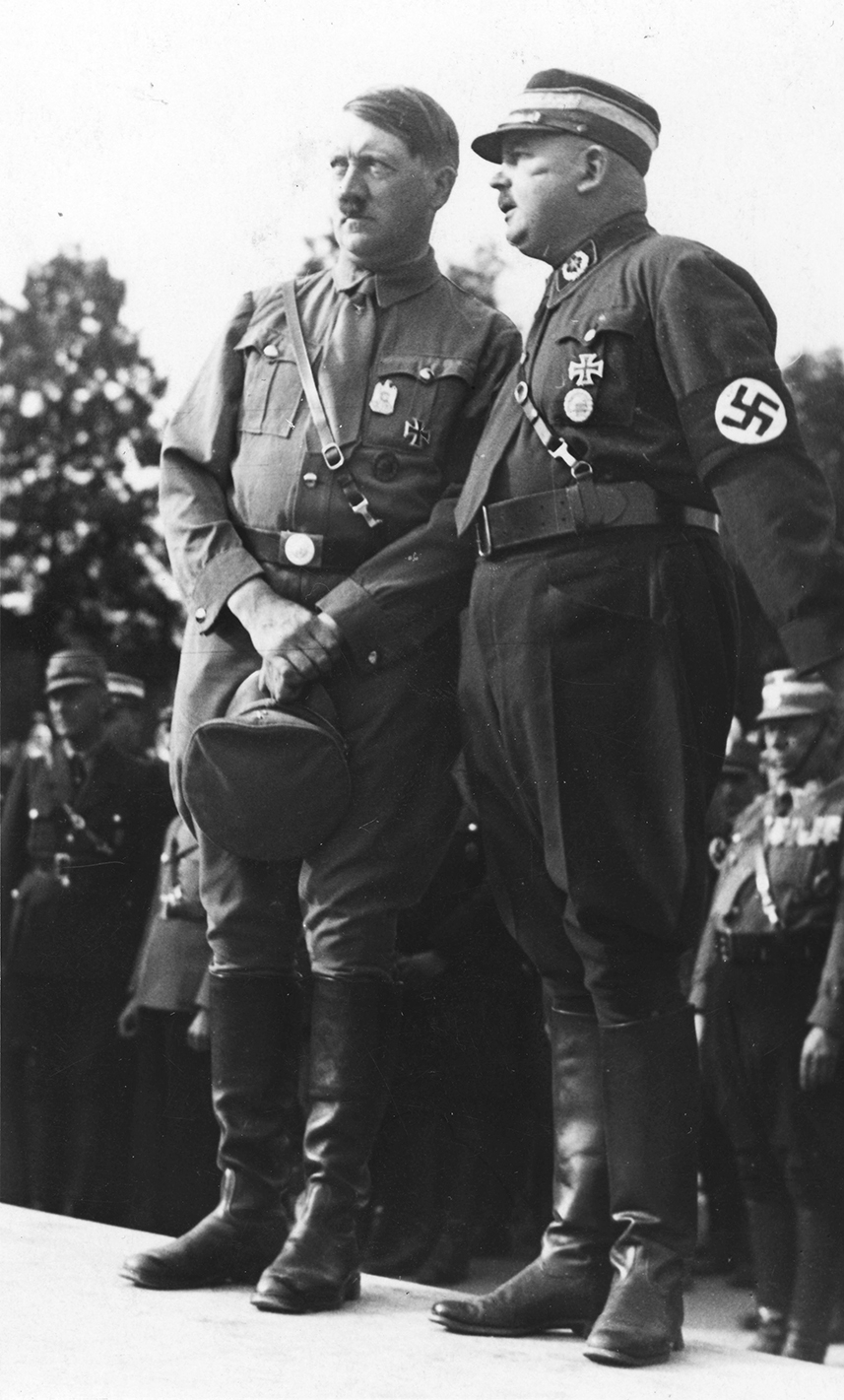
Hitler e Röhm no comício de Nuremberg, 1933

Em 6 de abril, quatro dias antes do segundo turno das eleições presidenciais, Hitler defendeu Röhm e declarou que ele permaneceria como chefe do Estado-Maior da SA.    Röhm disse mais tarde ao nazista  de que ele havia oferecido sua renúncia, mas Hitler a havia recusado.  Muitos nazis ficaram surpreendidos por Hitler não ter rompido com Röhm, tanto por causa dos seus próprios preconceitos como porque pensavam que ele prejudicava as hipóteses do partido de ganhar poder político.   Konstantin Hierl estava preocupado que o escândalo pudesse "quebrar a fé das massas na força e pureza do Movimento Nacional Socialista" e prejudicar o partido entre os eleitores conservadores que Hitler precisava roubar de Hindenburg.   O historiador Andrew Wackerfuss argumenta que Hitler apoiou Röhm devido a uma combinação de afeição pessoal, competência profissional de Röhm e um apoio defensivo à sua própria nomeação.  
Num esforço para proteger o Partido Nazi do escândalo, em março de 1932, Walter Buch colocou o ex-nazista  Emil Danzeisen responsável por uma conspiração para assassinar Röhm. O plano previa matar Röhm, du Moulin-Eckart e o assessor de imprensa de Röhm,  Georg Bell na Braunes Haus e incriminando o KPD. Danzeisen contratou o arquiteto desempregado Karl Horn como assassino de aluguel, mas Horn contou às vítimas pretendidas e o plano fracassou. Röhm tentou pôr fim à conspiração discretamente, contando a Hitler e Heinrich Himmler, enquanto du Moulin-Eckart e Cajetan Graf von Spreti relataram à polícia de Munique.    A trama se tornou de conhecimento público quando foi coberta pelo Münchener Post em 8 de abril.  Danzeisen, mas não Buch, foi julgado e condenado por seu papel na conspiração,   gerando cobertura negativa adicional da imprensa para o Partido Nazista até o final de 1932. 
Embora a maioria dos meios de comunicação não tenha noticiado o escândalo até maio de 1932,  Marhoefer argumenta que o conhecimento do escândalo já era generalizado antes disso.  O escândalo foi desagradável para o Partido Nazista,   mas não afectou o seu desempenho eleitoral.   Embora Hindenburg tenha vencido a eleição no segundo turno, Hitler obteve 37 por cento dos votos.  O historiador  Larry Eugene Jones escreve: "No mínimo, as revelações sobre Röhm foram uma distração indesejada [para a campanha de Hitler] ... na pior das hipóteses, um golpe prejudicial à credibilidade de Hitler como um candidato digno ao alto cargo de presidente do Reich".  Em 4 de março, o Ministro-Presidente da Prússia, Otto Braun (SPD), pediu ao Chanceler Heinrich Brüning que levasse as cartas Röhm–Heimsoth à atenção de Hindenburg.  Hindenburg observou em privado que no Kaiserreich, um homem na situação de Röhm teria recebido uma pistola para atirar em si mesmo.    O escândalo tornou mais difícil para Hindenburg nomear Hitler como chanceler, como este último solicitou em uma reunião em 13 de agosto, acompanhado por Röhm e Frick.   Hindenburg achou "completamente repugnante" ter que conhecer Röhm e "apertar a mão do Hinterlader (bicha)". 

### Ataque de Helmuth Klotz no Reichstag (maio de 1932)

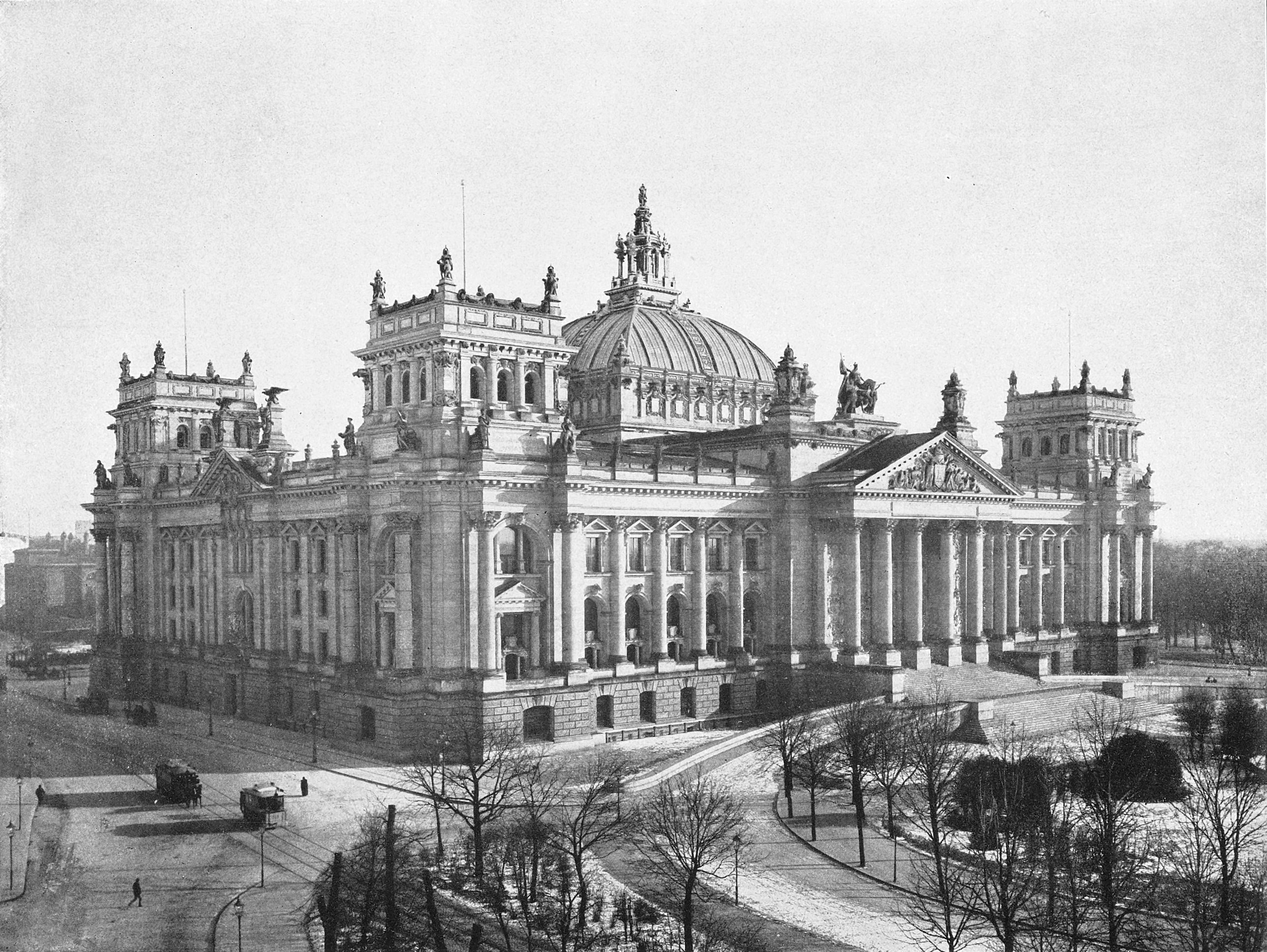
Edifício do Reichstag, c. 1900

Em 12 de maio de 1932, Klotz visitou o café do Reichstag para se encontrar com o presidente do SPD, Otto Wels.  Depois que Wels foi chamado para votar, Klotz foi reconhecido por Heines, que havia entrado no café com um grupo de deputados nazistas. Heines gritou algo como "Você é o bandido que publicou o panfleto!" e deu-lhe um tapa no rosto. Os nazistas posteriormente o agrediram com os punhos e uma cadeira, mas fugiram quando um garçom e outros policiais intervieram. Dois policiais apareceram no local e se ofereceram para escoltar Klotz para fora para que ele pudesse identificar seus agressores. Klotz concordou, mas do lado de fora do café eles foram atacados por dezenas de nazistas que os atacaram. Várias testemunhas relataram ter ouvido alguém gritar: "Vou espancá-lo até a morte".  Alguém ligou para a esposa de Klotz e disse-lhe para ir ao Reichstag "para recolher os seus ossos". 
Como o parlamento estava em sessão no momento do ataque, o presidente do Reichstag, Paul Löbe (SPD), ordenou a suspensão máxima (30 dias) de Heines, Hans Krause, Fritz Weitzel e Wilhelm Stegmann por agredir Klotz. Ele anunciou que havia chamado a polícia para restaurar a ordem e prender os quatro nazistas, que se recusaram a sair. Com esta notícia, toda a delegação do Reichstag nazista, 107 homens, gritou: "Heil Hitler!"    Dezenas de policiais sob o comando de Bernhard Weiß entraram no plenário, mas foram vaiados por insultos antissemitas dirigidos a Weiß, que era judeu. A polícia teve dificuldade para identificar os nazistas que tentava prender, mas acabou conseguindo. O caos que se seguiu foi tal que Löbe teve de interromper a sessão do parlamento.    Uma briga entre deputados nazistas e do SPD no plenário foi evitada por pouco. O Reichstag nunca mais se reuniu antes das eleições federais alemãs de julho de 1932. 
O ataque e o julgamento subsequente foram manchetes de jornais nacionais de grande circulação.    Em 14 de maio, Krause foi absolvido; Heines, Stegmann e Weitzel foram condenados e sentenciados a três meses de prisão.   O juiz condenou os deputados nazis pelo seu vandalismo no edifício do Reichstag, um local sagrado da democracia, quando poderiam ter escolhido métodos não violentos para resolver a sua disputa com Klotz.  Como resultado do ataque a Klotz, o escândalo Röhm foi amplamente coberto nas primeiras páginas dos jornais alemães, embora a natureza do escândalo nem sempre tenha sido especificada na cobertura da imprensa. No entanto, o escândalo não afectou significativamente as eleições de Julho.    O escândalo não tinha acabado em 11 de janeiro de 1933, quando o Münchener Post</link> publicou um artigo especulando que Hitler demitiria Röhm. 

## Cobertura da imprensa
A imprensa nazi respondeu ao escândalo ignorando-o principalmente e, por vezes, negando alegações não específicas contra Röhm, alegando que eram invenções de socialistas e judeus.    Também exagerou as atividades militares de Röhm na Bolívia, alegando falsamente que lhe foi oferecido o cargo de Chefe do Estado-Maior do Exército Boliviano.  Marhoefer argumenta que mesmo os oponentes nazistas convictos não necessariamente usaram a sexualidade de Röhm para atacar o partido, e argumenta que isso foi um sucesso do movimento homossexual em convencer os alemães de que a sexualidade privada não era uma preocupação deles: "É difícil imaginar a mídia nacional na década de 1930 em um país diferente da Alemanha reagindo a um escândalo sexual homossexual sobre um político importante com tanta contenção."  Alguns conservadores e simpatizantes nazistas que se opuseram à emancipação homossexual, no entanto, retrataram a sexualidade de Röhm como uma questão não de interesse público, e Marhoefer argumenta que isso é um sinal de aceitação de que a homossexualidade não implicava necessariamente a expulsão da vida pública.  No entanto, ela afirma: "As alegações altamente públicas e persuasivas sobre a sexualidade de Röhm dificultaram a campanha do NSDAP como um partido de renovação moral". 
Após o ataque de Klotz, a principal mensagem da cobertura da imprensa foi a exposição dos métodos violentos dos nazistas, seu "governo dos punhos" (Faustrecht) em oposição ao Estado de direito e antipatia pela democracia. A homossexualidade de Röhm era uma questão de importância secundária ou terciária. Foi o que aconteceu com os que estavam tão à esquerda como o SPD e tão à direita como o Partido Popular Nacional Alemão (DVNP).  Uma ampla gama de conservadores e liberais culpou Klotz por levantar a questão da sexualidade de Röhm.  Enquanto um número considerável de jornais de direita eram hostis à democracia e justificavam o ataque a Klotz, outros estavam incomodados com o que viam como uma brutalidade nazi.  O Berliner Lokal-Anzeiger simpatizante do nazismo sustentou que "acima de tudo, o edifício do Reichstag não é o lugar certo para se vingar ou se vingar com uma série de tapas na orelha", embora também condenasse o panfleto de Klotz.  O extremista de direita Erich Ludendorff publicou um panfleto intitulado "O General Ludendorff diz: Vamos sair deste pântano marrom!" no qual ele atacou Hitler por apoiar Röhm.   O título fazia alusão à antiga prática alemã de afogar homossexuais em pântanos. O panfleto de Ludendorff foi coberto favoravelmente pela mídia de esquerda. 
O teor geral da cobertura do SPD era apelar à homofobia para desacreditar o nazismo e retratar a homossexualidade como algo inerente ao Partido Nazista. Por exemplo, Vorwärts apelou ao "sentimento de pessoas saudáveis" usando terminologia nazista, e implicava que qualquer menino ou jovem que se juntasse à Juventude Hitlerista ou à SA estava em perigo de predação homossexual.  Jornais antifascistas frequentemente associavam a suposta homossexualidade dos nazistas à violência e ao assassinato deles. Em outubro de 1932, o Hamburger Echo</link> publicou uma carta satírica do ponto de vista de um jovem stormtrooper que não percebe que é alvo de investidas homossexuais, postulando que a SA seduziu jovens inocentes para a homossexualidade, para a política radical e para o militarismo.  Embora o KPD tenha se recusado a publicar as cartas de Heimsoth, depois que o escândalo estourou, ele respondeu de forma inconsistente. No jornal KPD Welt am Abend foi argumentado que Röhm abusou de sua posição de poder para tirar vantagem de trabalhadores economicamente vulneráveis. Die Rote Fahne argumentou que o NSDAP era um terreno fértil para a homossexualidade e que Röhm não era adequado como líder juvenil.   Apenas alguns esquerdistas criticaram o passeio.  Um deles foi Kurt Tucholsky, que escreveu em Die Weltbühne, "Nós nos opomos ao vergonhoso parágrafo 175 sempre que podemos; portanto, não devemos juntar-nos ao coro daqueles entre nós que querem banir um homem da sociedade por ser homossexual."   
Em contraste com a imprensa de esquerda, os activistas homossexuais enfatizaram a hipocrisia do Partido Nazi.  Embora associações homossexuais como a Liga dos Direitos Humanos e o Comitê Científico-Humanitário (WhK) se opusessem ao nazismo, elas condenaram a saída, argumentando que a vida privada de Röhm deveria permanecer privada. Tanto a WhK como Friedrich Radszuweit, o líder da Liga dos Direitos Humanos, criticaram o SPD por explorar a homofobia para atacar o Partido Nazi.    Embora a WhK, cuja liderança era dominada por judeus e esquerdistas, entendesse a ameaça existencial do nazismo, eles rejeitaram a tática de se expor. Radszuweit escreveu que a disputa dos nazistas era com os judeus e não com os homossexuais, e argumentou que a sobrevivência política de Röhm sugeria que os nazistas logo abandonariam seu apoio ao parágrafo 175.   O ativista bissexual Adolf Brand escreveu: "quando alguém ... gostaria de colocar da maneira mais prejudicial os contatos amorosos íntimos dos outros sob controle degradante — naquele momento, sua própria vida amorosa também deixa de ser um assunto privado".  Brand alertou que os homens homossexuais da África do Sul estavam “carregando a corda do carrasco nos bolsos”.  Na edição das suas memórias publicada no final de 1933, Röhm condenou o escândalo, chamando-o de “uma campanha moral em larga escala ... sem precedentes na sua falta de vergonha e mesquinharia".  

## Consequências e legado
Röhm desenvolveu ainda mais inimigos dentro do partido como resultado da revelação de sua homossexualidade e ficou cada vez mais isolado.   Em 1932, ele admitiu que havia se tornado pessoalmente dependente de Hitler, dizendo a Kurt Lüdecke : "Minha posição é tão precária. Não posso ser muito exigente ... Eu me mantenho fiel ao meu trabalho, seguindo-o cegamente, leal ao máximo — não me resta mais nada."  Em abril de 1933, um dos apoiadores conservadores de Hitler, o presidente do Reichsbank, Hjalmar Schacht, deplorou Röhm e sua "camarilha homossexual" à qual ele atribuiu grande poder político.  Röhm foi nomeado ministro do Reich sem pasta no gabinete de Hitler em dezembro de 1933 e relutantemente confirmado por Hindenburg, tornando-se assim "provavelmente o primeiro homossexual conhecido anteriormente em um governo alemão", de acordo com o historiador  Michael Schwartz.   Nenhum outro partido político de Weimar teve um homossexual conhecido na sua liderança.  Em 1934, Schulz refletiu que qualquer outro partido na República de Weimar teria se livrado de Röhm em uma hora.  Marhoefer argumenta que Röhm se tornou o “primeiro político abertamente gay” do mundo como resultado do escândalo.  Embora os nazis estivessem dispostos a tolerar temporariamente Röhm e alguns outros homossexuais nas suas fileiras, desde que fossem úteis, o partido nunca adoptou isto como princípio geral nem alterou as suas opiniões sobre a homossexualidade.  

### O estereótipo homossexual-nazista
O escândalo Röhm alimentou a noção persistente, mas falsa, de que o Partido Nazista era dominado por homossexuais, um tema recorrente na propaganda de esquerda da década de 1930.    Após o escândalo, os paramilitares de esquerda começaram a provocar a SA com gritos de "Röhm Quente" (Geil Röhm), "Heil Gay" (Schwul Heil) ou "SA, Calças abaixadas!" (SA, Hose runter!), que quase sempre iniciava uma briga.    Piadas antinazistas aludiam à homossexualidade de Röhm, como a seguinte sobre o alemão ideal: "Loiro como Hitler, alto como Goebbels, magro como Göring e casto como Röhm".  Os relatórios de Sopade preparados em 1934 indicaram que muitos alemães tinham ouvido falar do escândalo Röhm antes de 1933 e o associavam ao SPD. 
O best-seller mundial The Brown Book of the Reichstag Fire and Hitler Terror (1933) — uma criação do político do KPD Willi Münzenberg — afirmava que o assistente de Röhm, Bell, que foi assassinado no início de 1933 na Áustria, tinha sido seu cafetão e tinha conseguido o incendiário do Reichstag Marinus van der Lubbe para Röhm.    O livro afirmava que um grupo de stormtroopers homossexuais liderados por Heines ateou fogo no Reichstag; van der Lubbe ficou para trás e concordou em aceitar a culpa exclusiva por causa de seu desespero por afeição; Bell foi morto para encobrir o fato. Não havia provas para estas alegações,   e, de facto, Heines estava a várias centenas de quilómetros de distância na altura.  Wackerfuss afirma que a conspiração do Reichstag atraiu os antifascistas devido à sua crença preexistente de que "o cerne da política nacionalista militante dos nazistas estava nos esquemas sinistros de criminosos homossexuais decadentes".  Em 1933, o escândalo persistente em torno de Röhm e outros nazis homossexuais foi uma das motivações para a criminalização da homossexualidade na União Soviética — a homossexualidade era considerada um perigo para o Estado e uma perversão fascista.  O escritor soviético Máximo Gorki afirmou: "Se vocês simplesmente erradicarem todos os homossexuais, então o fascismo desaparecerá!" 

### Expurgo de Röhm

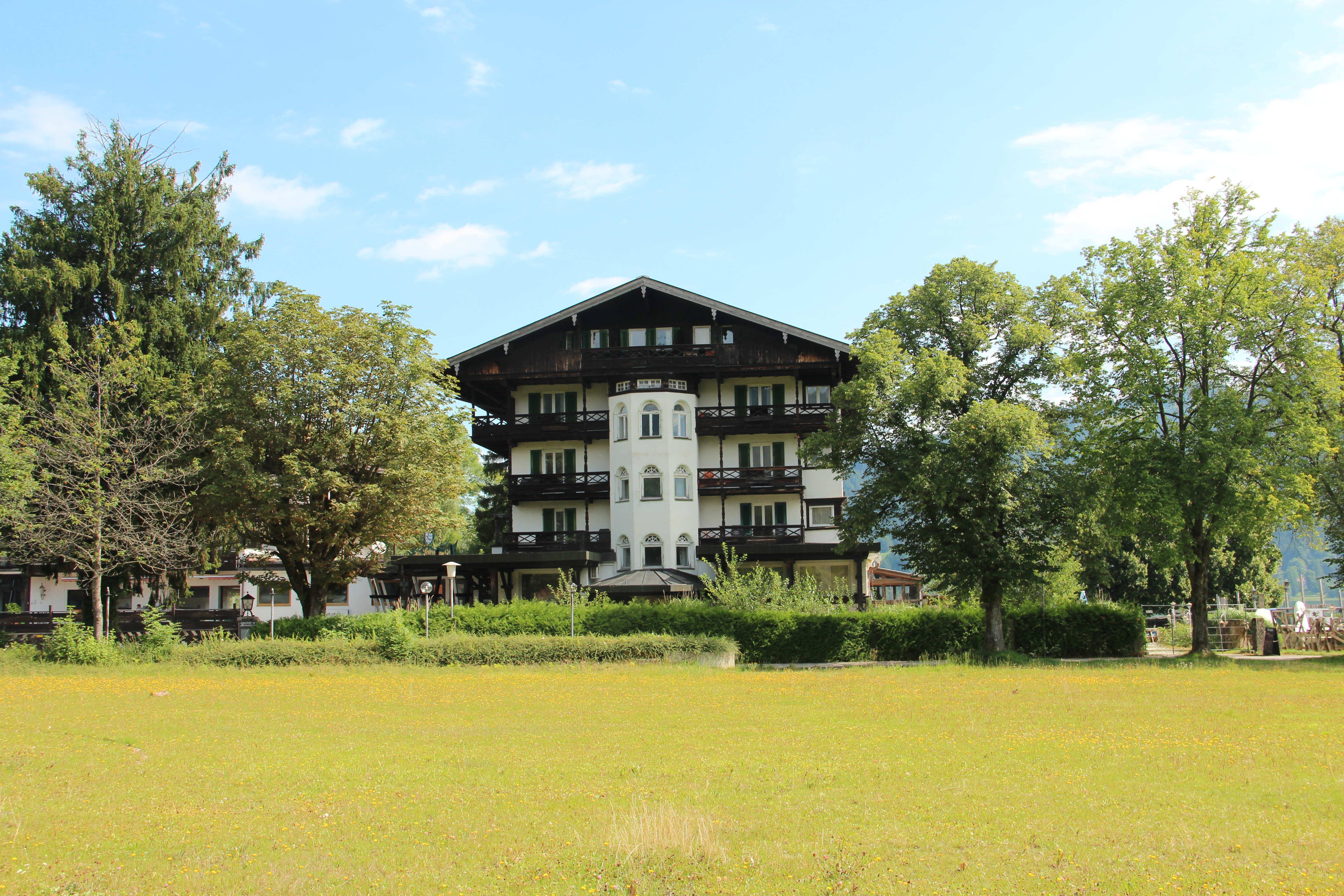
Kurheim Hanselbauer em Bad Wiessee, onde Röhm foi preso em 30 de junho de 1934

Em meados de 1934, Hitler mandou matar Röhm, juntamente com a maioria dos seus amigos políticos próximos, durante o que ele chamou de "Noite das Facas Longas".   A propaganda nazista alegou que Hitler havia descoberto recentemente a homossexualidade de Röhm e que os assassinatos eram uma defesa contra um golpe da SA para derrubar o governo.    O estereótipo dos homens homossexuais como conspiradores traiçoeiros conectou essas justificativas.   A explicação de Hitler foi amplamente aceite pelo público alemão.  Wackerfuss argumenta que, "Ao implantar o pânico público contra a homossexualidade, Hitler e a mídia nazista ganharam apoio para seus assassinatos ilegais e lançaram novas bases para a violência estatal desenfreada."  Os antifascistas ecoaram os nazistas ao enfatizar a homossexualidade como uma razão para o expurgo; Münzenberg afirmou que os nazistas mataram a liderança da SA para eliminar as testemunhas da perpetração nazista do incêndio do Reichstag. 
Após o expurgo, os homens homossexuais na Alemanha nazista foram sistematicamente perseguidos.  Segundo Werner Best, Himmler acreditava que a captura do estado por homossexuais havia sido evitada por pouco. Himmler decidiu caçar e erradicar as camarilhas homossexuais no aparelho de segurança nazista.  Em 1945, os líderes nazistas elogiavam as ideias de Röhm sobre a reforma do exército e, por fim, culpavam sua homossexualidade (em vez de seu assassinato) pelo fracasso em colocar essas ideias em prática, o que eles consideravam responsável pela derrota na Segunda Guerra Mundial. Goebbels afirmou que se Röhm não tivesse sido “um homossexual e um anarquista ... com toda a probabilidade, algumas centenas de generais, em vez de algumas centenas de líderes da SA, teriam sido fuzilados em 30 de junho".  
Na Alemanha Ocidental da década de 1950, durante a Guerra Fria, o Ministério Federal da Justiça citou o caso Röhm como um exemplo do que eles chamaram de "perigo de subversão homossexual", para justificar a manutenção da revisão mais punitiva do parágrafo 175 pelos nazistas. 